# 马祖道一

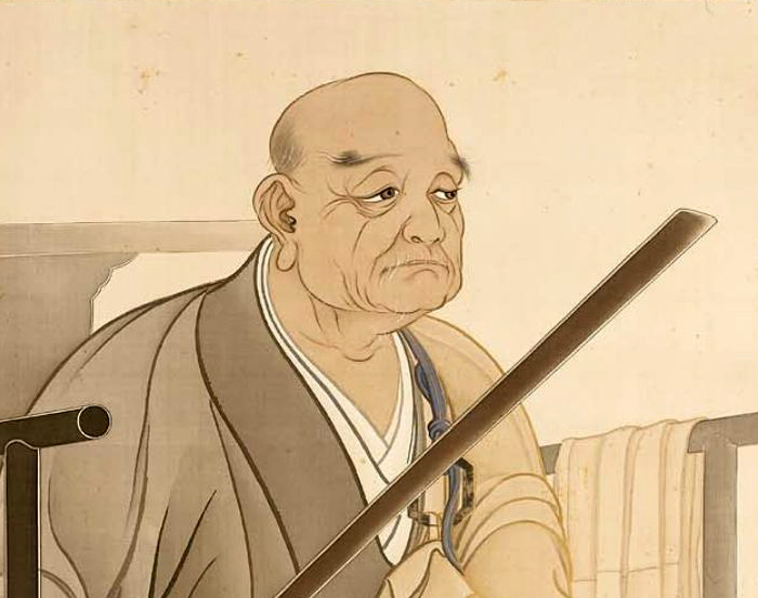
下村觀山之〈臨濟宗高僧頂相圖〉

馬祖道一（709年—788年，或688年—763年），
生於唐中宗景龍三年（公元709年），又稱洪州道一，俗姓馬。唐朝佛教禅宗大師，六祖惠能之再傳弟子，師承南嶽懷讓門下，為洪州宗的開創者，唐憲宗元和年間諡號大寂禪師。唐德宗貞元四年(公元788年)二月一日，馬祖沐浴跏趺入滅。其舍利建塔歸葬於建昌（今江西靖安縣）石門山。塔曰大莊嚴。

## 生平
道一依资州唐和尚出家，就渝州圆律师受具足戒。于唐朝开元年间来到南岳般若寺，遇怀让禅师。怀让以「磨磚既不成鏡，坐禪豈得成佛」的机语点拨，道一於是入懷讓禪師門下修行禪法，後得開悟。
大历年中，住洪州钟陵（今江西南昌市）开元寺（今佑民寺），四方学者云集，號稱洪州禪，將懷讓此宗的禪法宏傳於世，是洪州宗的實際建立者
。

## 思想
馬祖道一強調
1. 平常心是道[9]
2. 即心即佛[10]

馬祖道一禪師保持了曹溪禪的原始特色。但是道一传道，方式上和惠能不同：惠能作风平实，处处透露真谛；而道一则机锋峻峭，变化无穷。
馬祖道一禅师門下極盛，號稱「八十八位善知識」，法嗣有一百三十九人，其中又以西堂智藏、百丈怀海、南泉普愿最為聞名，號稱洪州門下三大士。在道一禪師之前的禪宗祖師，多崇尚頭陀行，沒有自己的寺院。但從道一禪師開始，因為受到官府的支持，且門徒眾多，禪宗開始建立屬於自己的寺院系統，擁有自己的規矩，俗話說“马祖创丛林，百丈立清规”，他所創立的叢林制度對於後世漢傳佛教的發展影響廣泛。其創立的洪州宗，在宋代開衍出临济宗、沩仰宗二宗。其門下弟子言行多錄於《五燈》之內。

## 師承
- 南嶽懷讓

## 弟子
- 百丈懷海
- 南泉普願
- 西堂智藏
- 大珠慧海 [11]
- 大梅法常 [12]

## 外部連結
- 江西馬祖道一禪師語錄 （页面存档备份，存于）
- 马祖道一与丛林建设 （页面存档备份，存于）